# Фрыч-Моджевский, Анджей
А́нджей Фрыч-Модже́вский (пол. Andrzej Frycz Modrzewski, лат. Andreas Fricius Modrevius; 20 сентября 1503—1572) — польский общественный деятель, религиозный реформатор и политический мыслитель. Отстаивал всеобщее равенство перед законом, выступал за сильную королевскую власть, создание польской церкви и секуляризацию образования.

## Биография
Из небогатой шляхты, родился в Вольбуже в семье местного войта Якуба Моджевского (1477–1529) герба «Ястржембец», пользовавшегося придомком «Фрыч», который получил от второго имени деда — Анджея Фредерика, происходившего, вероятно, из Силезии. В возрасте 11 лет Анджей был отправлен в Краков, где учился в местной приходской школе. В 1517 году поступил на учёбу в Краковскую Академию, 13 декабря 1519 года окончил учёбу, получив степень бакалавра.
Около 1522 года принял духовный сан и начал работу в канцелярии примаса Польши Яна Ласского, а позже епископа гнезненского Яна Латальского. С 1539 года служил в канцелярии племянника Яна Ласского, также примаса Польши Яна Ласского-младшего. Некоторое время посещал лекции в Виттенбергском университете, где под влиянием Филиппа Меланхтона воспринял идеи Реформации, изучал церковное и государственное право. Поскольку Ласский приобрёл библиотеку Эразма Роттердамского, в 1536 году он послал Фрыча-Моджевского в Базель с поручением переслать книги в Польшу. В 1541 году вернулся на родину, жил в Кракове, где познакомился с писателем Николаем Реем.
С 1547 года был секретарём короля польского и великого князя литовского Сигизмунда Старого. Будучи сторонником радикальных религиозных течений, был уличён в ереси и лишён должности, но в его защиту выступил сам Сигизмунд, издав на сейме 1556 года охранную грамоту на его имя. Тем не менее, в 1553 году он вышел в отставку и занял должность войта в родном Вольбуже.
В 1560 году женился на Ядвиге Каменьской, несмотря на то, что был священником. За это, а также за реформаторскую деятельность в 1569 году он был лишён должности войта. Фрыч-Моджевский, тщетно пытавшийся примирить католиков и протестантов, под конец жизни ещё и приблизился к арианскому движению. Имел троих детей: Анджея, Эльжбету и Люцию. Умер во время мора осенью 1572 году в Вольбуже. Место его захоронения доподлинно неизвестно.

## Взгляды и творчество
Фрыч-Моджевского вспоминали как предтечу освободительных и демократических движений страны. Кроме реформационных идей, воспринял он и антицерковные гуманистические идеи Эразма Роттердамского. Также на него повлиял написанный около 1477 года труд «Мемориал об устройстве Речи Посполитой» Яна Отророга. В 40-х годах примыкал к кружку прогрессивных писателей, политических и религиозных деятелей. Как мыслитель дебютировал в 1543 году, выпустив латиноязычную брошюру «Lascius, sive de poena homicidii» («Ласский, или наказание за убийство»). В этой работе Моджевский выступил с критикой неравенства наказания для различных слоёв общества, к примеру, за убийство шляхтича полагался штраф от 120 гривен до пожизненного заключения и смертной казни, тогда как убийство крестьянина грозило всего лишь штрафом в 10 гривен.
Известность ему принесла работа «De Republica emendanda» («Об исправлении государства»), выпущенная в Кракове в 1551 году в сильно урезанном вследствие вмешательства церковной цензуры виде — в трёх томах («Об обычаях», «О правах», «О войне»). Здесь Моджевский выступает как сторонник сильной монархии, способной защитить права подданных. При этом постулируется, что «короли установлены для народа, а не народ для королей». Автор подчёркивает необходимость общества свободных граждан и равноправния сословий без аристократических привилегий. Он критикует запрет на владение землёй для представителей неблагородных сословий, выступает за равенство всех перед законом. По его мнению, крестьяне должны владеть землёй, на которой работают, а мещане иметь право на покупку земли и избираться в члены магистрата. Государству следует полагаться не на войска феодалов, а на регулярную армию, а международные отношения — на международное право вместо войн. Моджевский требует отделения церкви от государства и секуляризации образования, которое должно вестись не на латыни, а на материнском языке. Трактат был переведён на многие европейские языки (немецкий, французский, испанский) и, кроме известности, принёс Моджевскому множество врагов среди магнатов и духовенства. Папа Павел V внёс эту работу в индекс запрещённых книг. В 1554 году в Базеле Иоанном Опорином работа была издана полностью, а через несколько лет расширена. В 1577 году в местечке Лоск Киприан Базилик издал перевод трактата на польский язык.

## Издания
В 1950-х годах в Польской Народной Республике было предпринято пятитомное издание наследия Моджевского в польском переводе.
Книга «De Republica emendanda» была переведена на русский язык впервые в 1678 году под названием «О исправлению гражданского жития». Второй русский перевод этой книги был сделан еще в XVII веке. Переводы некоторых произведений на русский язык помещены в современных изданиях:
- Польские мыслители эпохи Возрождения / под ред. И. С. Нарского. — М., 1960. — С. 69—128.
- Антология мировой философии / под ред. В. В. Соколова. — Том 2. — М.: Мысль, 1969. — С. 129—136.